# John Campbell (1845-1914)
Pour les articles homonymes, voir John Campbell et Campbell.
John Campbell (né le 6 août 1845 à Londres et mort le 2 mai 1914 à Cowes, Île de Wight), marquis de Lorne et 9e duc d'Argyll, est un homme d'État britannique. Il est le 4e gouverneur général du Canada de 1878 à 1883.

## Biographie
Il est le fils de George Douglas Campbell de la lignée du clan d'Argyll. En 1871, il épouse la princesse Louise, quatrième fille de la reine Victoria.
En 1878, il est nommé gouverneur général du Canada et parvient à y établir un équilibre économique. Le 26 mai 1879, il inaugure l'Art Gallery de l'Art Association of Montreal (qui s'appellera plus tard le Musée des beaux-arts de Montréal) au Square Philips, premier édifice de l'histoire du Canada à être réalisé spécifiquement pour recevoir une collection d'art.
Il est ensuite gouverneur et connétable du château de Windsor, de 1892 à 1914. Il siège à la Chambre des communes de 1868 à 1878 puis de 1895 jusqu'à la mort de son père, le 24 avril 1900.